# ビクトル・カベド
ビクトル・カベド（スペイン語: Víctor Cabedo Carda、1989年6月15日 - 2012年9月19日）は、スペイン・バレンシア州カステリョン県オンダ出身の自転車競技選手。
弟にブルゴス・BHに所属するオスカル・カベドがいる。

## 経歴
1989年にバレンシア州カステリョン県オンダに生まれた。バスク州ビスカヤ県のセグロス・ビルバオを経て、2011年にはコンチネンタルチームのオルベア・オレカSDAに所属し、ブエルタ・ア・アストゥリアスでは第4ステージでステージ優勝した。
2012年にはUCIプロチームのエウスカルテル・エウスカディに移籍。カベドはバレンシア州出身だが、アマチュア時代からバスク地方のチームに所属していたためにエウスカルテルに加入することができた。バスク地方以外の出身者としてはエウスカルテル3人目の選手である。同年にはジロ・デ・イタリア2012に出場し、総合129位で完走した。
2012年9月19日に故郷カステリョン県の道路で単独で練習していた際、自動車にはねられて死去した。ほぼ即死だった。

## 成績
- 2011年
ブエルタ・ア・アストゥリアス 第4ステージ 優勝